# Solenophora insignis
Solenophora insignis là một loài thực vật có hoa trong họ Tai voi. Loài này được (M. Martens & Galeotti) Hanst. miêu tả khoa học đầu tiên năm 1865.